# رأس الأسد الجنوبي
رأس الأسد الجنوبي أو «إبسلون الأسد» وهو يقع في نهاية الكوكبة من الجهة اليمنى حيث أنه أبعد نجوم الكوكبة عن ذيل الأسد. يبلغ قدره الظاهري 2,98 ويبعد عنا 251 سنة ضوئية تقريباً.

خريطة كوكبة الأسد ويقع رأس الأسد الجنوبي في نهاية المجموعة من الجهة اليمنى